# Un concerto
Un concerto è un album dal vivo degli Stormy Six, pubblicato dall'etichetta Sensibile Records nel 1995. I brani del disco furono registrati dal vivo il 10 maggio 1993 al Teatro Orfeo di Milano (Italia), eccetto il brano Goal registrato il 30 gennaio 1982 al Mozart Saal, Opera Theatre di Francoforte (Germania).

## Tracce
1. Un quartetto del tram – 4:18 (Tommaso Leddi) – Il Quartettone
2. 8 Settembre – 4:20 (Tommaso Leddi, Umberto Fiori) – Stormy Six
3. Nuvole a Vinca – 4:35 (Franco Fabbri, Umberto Fiori) – Stormy Six
4. Dante Di Nanni – 4:35 (Tommaso Leddi, Umberto Fiori) – Stormy Six
5. Un biglietto del tram – 5:18 (Tommaso Leddi, Umberto Fiori) – Stormy Six
6. La sepoltura dei morti – 4:14 (Franco Fabbri, Umberto Fiori) – Stormy Six
7. Stalingrado – 6:37 (Tommaso Leddi, Umberto Fiori) – Stormy Six
8. La fabbrica – 4:19 (Franco Fabbri) – Stormy Six
9. Arrivano gli Americani – 5:41 (Franco Fabbri, Umberto Fiori) – Stormy Six
10. Pinocchio Bazaar Ouverture – 4:17 (Franco Fabbri) – Il Quartettone
11. Ragionamenti – 1:19 (Tommaso Leddi, Umberto Fiori) – Stormy Six
12. Panorama – 4:37 (Tommaso Leddi, Umberto Fiori) – Stormy Six
13. Piazza degli affari – 5:56 (Franco Fabbri, Umberto Fiori) – Stormy Six
14. Roma – 4:44 (Pino Martini, Umberto Fiori) – Stormy Six
15. Parole grosse – 5:48 (Pino Martini, Umberto Fiori) – Stormy Six
16. Goal – 3:54 (Tommaso Leddi, Umberto Fiori) – Stormy Six
17. Quintetto Carmine – 3:57 (Tommaso Leddi) – Il Quartettone

## Musicisti
Il Quartettone
- Carlo De Martini - direttore musicale, violino
- Elisabetta Cannata - violoncello
- Livia Baldi - viola
- Stefano Barneschi - violino
- Giuseppe Barbareschi - contrabbasso

Stormy Six
- Franco Fabbri - voce, chitarra acustica, chitarra elettrica
- Tommaso Leddi - mandolino, violino, chitarra acustica, tastiere, balalaica
- Umberto Fiori - voce, chitarra acustica
- Pino Martini - voce, basso
- Salvatore Garau - batteria